# Scheibler (Berg)
Der Scheibler ist ein 2978 m ü. A. hoher Berg im östlichen Verwall in Tirol (Österreich). Der Scheibler gehört zur Kuchenspitzgruppe. Die nächstgelegenen Talorte sind im Norden St. Anton und im Süden Ischgl. Am Fuß der Nordflanke liegen die Reste des Scheiblerferners. In den Bereichen, die der Gletscher früher bedeckte, ist eine Seenlandschaft entstanden.
Von der in 2384 m im Osten des Scheiblers gelegenen Darmstädter Hütte kann der Berg in etwa zwei Stunden, von der westlich gelegenen Konstanzer Hütte (1688 m) in etwa vier Stunden über das Kuchenjöchli und den Südgrat bestiegen werden.

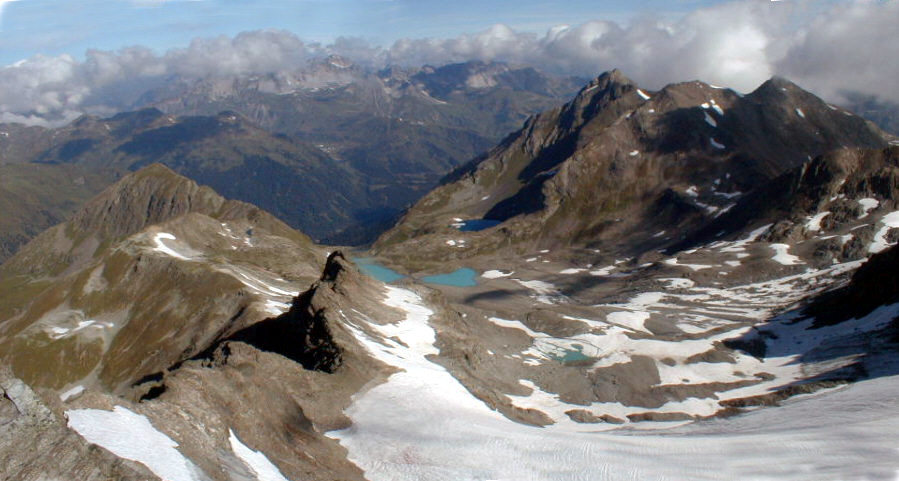
Blick vom Gipfel nach Norden auf die vom Scheiblerferner zurückgelassene Seenplatte
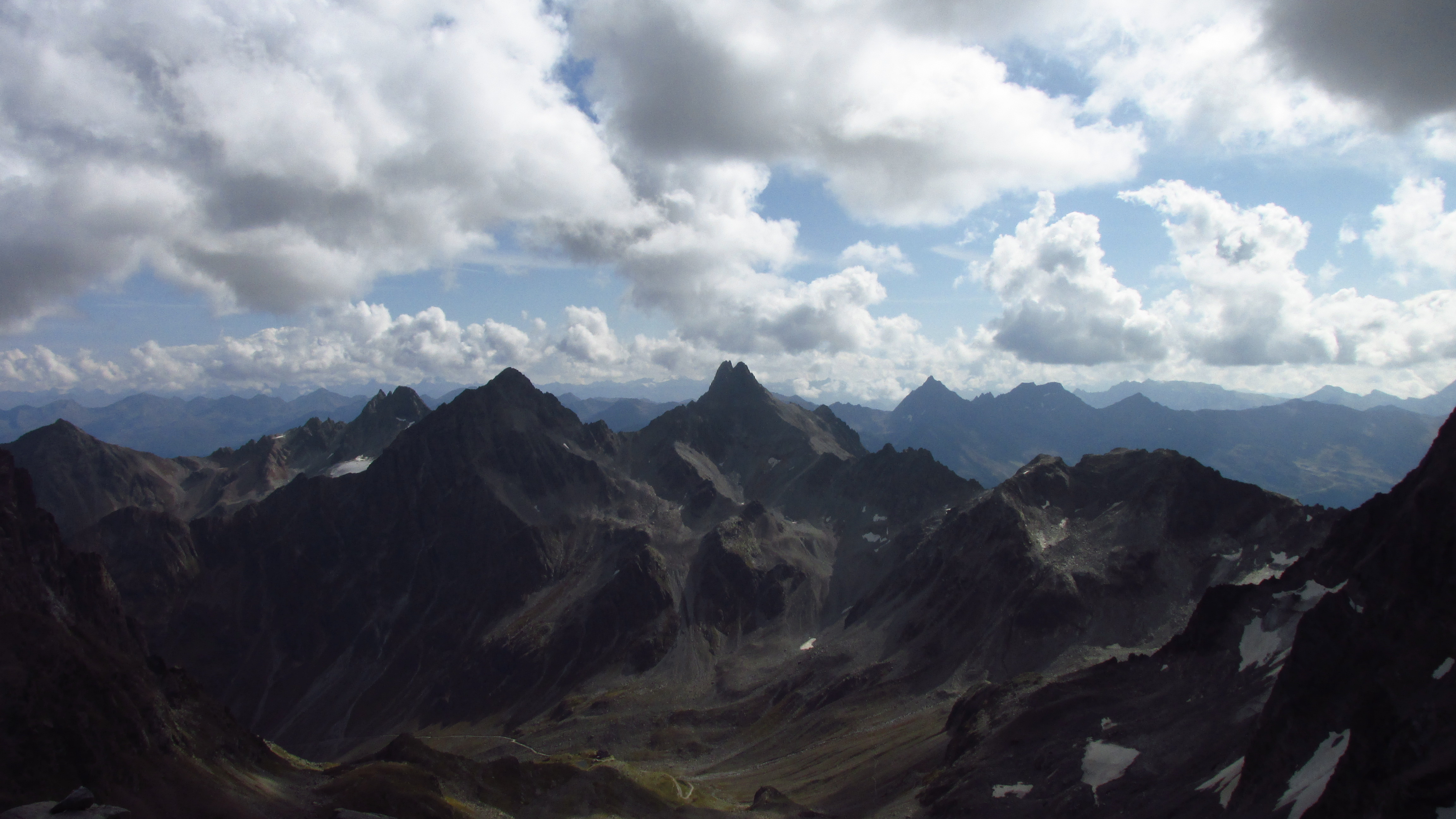
Blick vom Scheibler nach Südosten. Dominant in der Mitte stehen Saumspitze und Seeköpfe, darunter die Darmstädter Hütte.